# Cher Boro
 (mars 2025).
Si vous disposez d'ouvrages ou d'articles de référence ou si vous connaissez des sites web de qualité traitant du thème abordé ici, merci de compléter l'article en donnant les références utiles à sa vérifiabilité et en les liant à la section « Notes et références ».
Cher Boro est un roman de Dan Franck et Jean Vautrin paru en 2005 chez Fayard. Il constitue le tome 6 de la série Les Aventures de Boro, reporter photographe.
Le célèbre photographe Blèmia Borowicz fait plus qu'être un simple spectateur de l'Histoire, il y participe directement.
Après une période de formation en Angleterre, il est parachuté sur la France occupée. C'est lors de ce saut qu'il rencontre pour la première fois Bleu Marine, une agent qui partagera ses aventures au fil du roman.
En tant que résistant actif, Boro est amené à rencontrer les chefs de la Résistance et principalement Jean Moulin, alias Rex. Il croisera également sur sa route un groupe d'officiers allemands résistant dans leur propre pays à la folie hitlérienne.
Menant de front ses missions (transmissions de messages et prises de photographies des armes et bases secrètes des nazis en France), et aidé en cela par ses nombreux amis Liselotte, Scipion, Bèla Prakash et Pierre Pazmany, Dora Dorn et Dimitri ainsi que la mystérieuse Bleu Marine, il devra également déjouer les pièges d'anciens ennemis (le SS-Obergruppenführer Friedrich Riegenburg et sa compagne Frau Spitz) tout en s'en faisant de nouveaux !
Éléments historiques évoqués dans le roman :
- la rafle du Vel d'Hiv
- l'arrestation de Jean Moulin
- les essais sur le char Tigre
- les essais sur les fusées V1 et V2